# Сичугов Віктор Іванович
Сичугов Віктор Іванович (1837, Санкт-Петербург — 23 червня 1892, Варшава) — київський архітектор.

## Життєпис

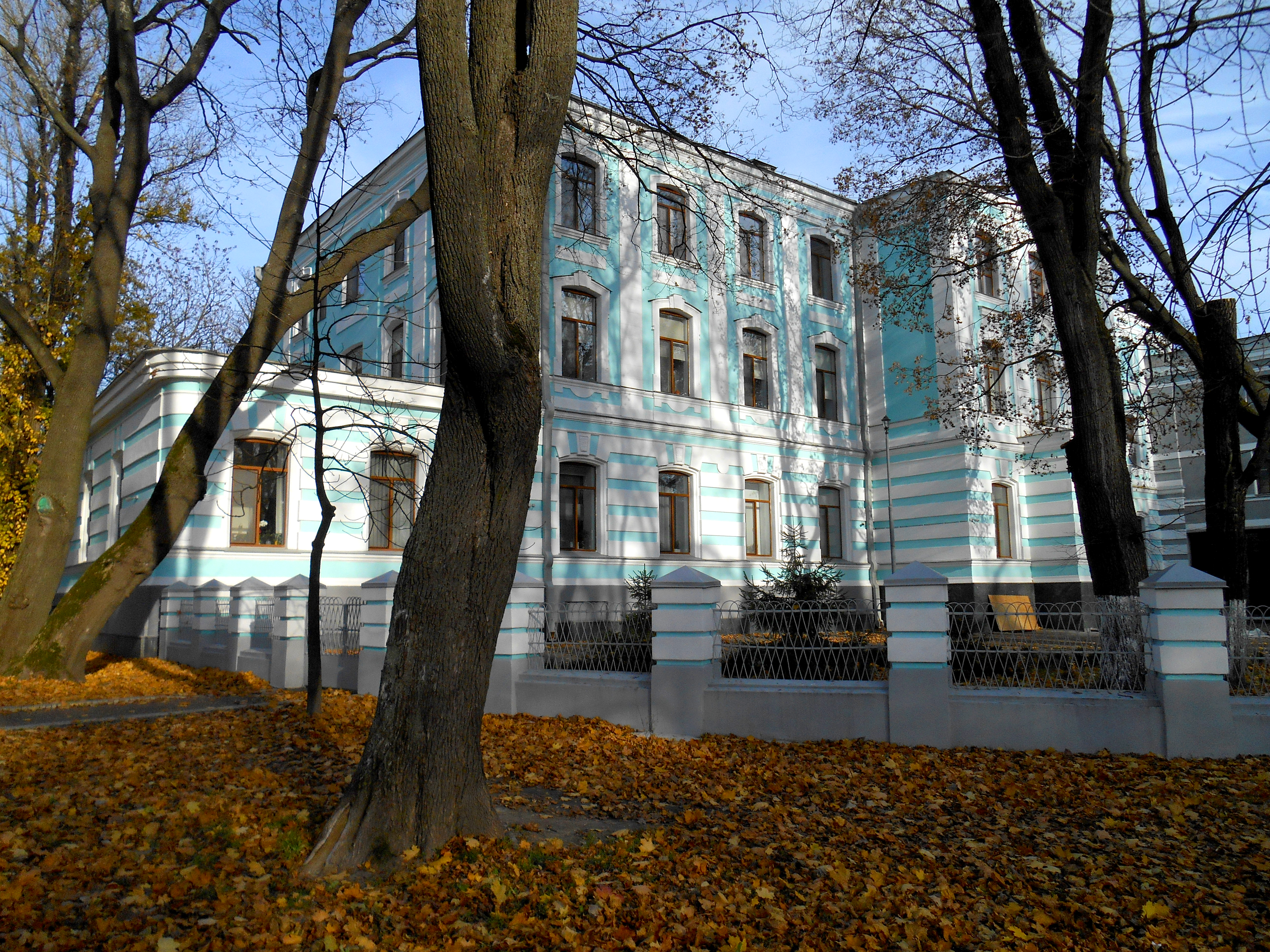
Будинок Київської удільної контори, нині МОЗ, в якому мешкав архітектор В.Сичугов у 1875–1883 роках

Народився у Санкт-Петербурзі. Впродовж 1861-64 років навчався у Петербурзькій академії мистецтв.
Був відзначений 1-ю золотою медаллю, отримав звання класного художника 1-го ступеня.
1867 року отримав звання академіка архітектури.
Після цього працював у Смоленську (1869-71 роки), а 1871 року переїхав до Києва. Архітектор мешкав у будинку, створеному за його проектом у 1875–1883 роках, тобто в  будинку Київської удільної контори. У Києві він працював архітектором Удільного відомства.
Саме на 1870-1880-і роки припадає найбільш плідний етап творчості архітектора.
Упродовж 1885—1887 років обіймав посаду губернського архітектора у Гродно. Останні роки життя мешкав у Варшаві.

## Стиль
Вживав стильові форми неоренесансу, необароко, неоготики, неоросійського і невізантійського стилів.

## Роботи у Києві
- Удільна контора в Маріїнському парку (1871—1876 роки, за надісланим проєктом) на нинішній вул. Грушевського, 7.
- Прибутковий будинок Караваєвих (1874 рік) на нинішній вул. Богдана Хмельницького, 35/1.
- Прибутковий будинок родини Шкот (1871—1876 роки) на нинішній вул. Володимирській, 34.
- Будівля Дворянського зібрання на Хрещатику (1876—1877 роки, не зберігся).
- Прибутковий будинок Бродського на вул. Хрещатик, 15 (стара нумерація, 1877 рік, не зберігся).

На території Києво-Печерської лаври за його проєктами збудовано:
- Водонапірну вежу (1879 рік, у наш час перебудована на церкву).
- Будівлю Лаврської іконописної школи та майстерні (корпус 30, 1880—1885 роки).
- Мурований готель на 4 поверхи на Гостиному дворі «для розміщення богомольців» (не зберігся).

Роботи за приватними замовленнями:
- «Замок барона» — особняк статського радника барона Рудольфа Штейнгеля на нинішній вул. Бульварно-Кудрявській, 27 (1877—1879 роки, продовжив роботу архітектора Володимира Ніколаєва).
- Перебудова особняка С. Бродської на нинішній вул. Інститутській, 12 (1879 рік).
- Житловий будинок В. Беца на вул. Леонтовича, 7 (1882 рік, співавтор — інженер Вадим Катеринич). У 1910-х роках надбудований четвертим поверхом.
- Садиба Ф. Міхельсона на нинішній вул. Євгена Чикаленка, 35 із лицьового корпусу і флігелів під № 35/6 та № 37/6 (1884—1885 роки).
- Прибутковий будинок купця Ф. Міхельсона на нинішній вул. Володимирській, 47 (1889—1890 роки, співавтор Олександр-Петро-Адріан Шіле).

## Роботи для інших міст
- у Смоленську — комплекс будівель (включно з адміністративною) залізничного вокзалу, чоловіча гімназія, декілька житлових будинків та реставрація однієї з фортечних веж міста (1867—1869 роки).
- Реконструкція низки споруд палацового ансамблю в Тульчині на Поділлі (1874—1876 роки).
- Спроєктував церкву-мавзолей Миколи Пирогова у Вінниці (1880-і роки),
- Хрест на могилі Тараса Шевченка у Каневі (1884 рік).
- Церква-каплиця святих Кирила і Мефодія у Холмі (1884 рік).
- Церкви в селах Острів-Любельський, Сосновиця та Косинь (1888—1891 роки, будівничий Ч. Валінський).
- Церква в с. Дратів (нині — Ленчинського повіту Люблінського воєводства, Польща; 1888—1891 роки, будівничий О. Ольховський).

## Нереалізовані проєкти
- Постамент пам'ятника Богдану Хмельницькому у Києві (1884—1886 роки).
- Кирило-Мефодіївський будинок на Європейській площі у Києві (1885 рік, співавтор  — інженер Вадим Катеринич).